# Norma Talmadge
Norma Talmadge (Jersey City (Nova Jersey), 26 de maig de 1897 – Las Vegas, 24 de desembre de 1957), va ser una de les actrius més importants del cinema mut. Actriu que realitzà sobretot papers dramàtics, va basar el seu èxit en la seva intel·ligència i professionalitat així com la seva naturalitat i sinceritat en la manera d’actuar.

## Biografia
Norma Taldmadge va néixer a Jersey City un 26 de maig però no és clar de quin any. S’especula entre el 1892 i 1897, essent el més probable el 1895. Era la filla primogènita Fred Talmadge, un venedor amb problemes amb l’alcohol, i de Margaret (Peg). Les seves germanes menors foren Constance i Natalie. Constance també seria actriu, tot i que mai assolí la fama de la seva germana. Natalie, que fou l’esposa de Buster Keaton, també participà en algunes pel·lícules del seu marit com “Our Hospitality” (1923). Les tres germanes passaren la seva infantesa a Brooklyn on ella i les seves germanes participaren el grups teatrals a l’escola. El seu pare les va abandonar i ella, als 13 anys, començà a treballar com a model en fotografies publicitàries i de cançons il·lustrades que sovint es projectaven entre les pel·lícules o els números de vodevil.
A finals de 1910, gràcies a la seva experiència com a model, va iniciar la seva carrera com a actriu als Vitagraph Studios de Nova York a raó de 2,5 dòlars a la setmana. Tot i les reticències inicials de la seva mare, aquesta, en veure el sou que aconseguia Norma i com la noia gaudia de la feina va canviar de parer i va aconseguir que les altres dues filles acabessin entrant en el món del cinema. La seva primera pel·lícula fou “The Household Pest” (1910). A base de petits papers aprèn l’ofici d’actriu. Inicialment la carrera de Norma no progressava ja que tenia dificultats en interioritzar la tècnica d’interpretació però amb l’ajut de Maurice Costello poc a poc anà superant aquesta mancança. La primera vegada que cridà l’atenció fou a “A Tale of Two Cities” (1911) com la joveneta que acompanyava Maurice Costello a la guillotina i va obtenir el seu primer paper protagonista a “Under de Daisies” (1913). Per a la Vitagraph realitzà unes 250 pel·lícules bona part de les quals es consideren actualment pel·lícules perdudes. En deixar la Vitagraph tenia un sou de 250 dòlars a la setmana.
L’estiu de 1915 deixà la Vitagraph després d’haver protagonitzat el drama propagandístic anti-germànic “The Battle Cry of Peace” (1915). Fou contractada juntament amb la seva germana Constance per la companyia californiana West Coast National Pictures per 400 dòlars a la setmana. Allà realitzà únicament una pel·lícula (“Captivating Mary Carstairs”) abans de passar com a freelance a la també californiana Triangle i a la Fine Arts sota la supervisió, que no direcció, de D. W. Griffith. Allà inicià una amistat amb la guionista i escriptora Anita Loos.
Per a dues de les pel·lícules protagonitzades per Norma a la Fine Arts, “The Social Secretary” (1916) i “Fifty-Fifty” (1916) es traslladà el rodatge a Nova York i fou allí on l’actriu conegué Joseph Schenck. Schenck era un gran executiu de la xarxa de vodevils de Marcus Loew i esdevindria més endavant un dels productors cinematogràfics més importants. Es casaren el 20 d’octubre de 1916 i Schenck esdevindria la persona que aconseguí convertir Norma en una gran estrella. El 1917 el tàndem Schenck-Talmadge fundaren la Norma Talmadge Film Corporation per produir les pel·lícules de l’actriu i s’establiren a Nova York. La primera pel·lícula produïda pel matrimoni fou “Panthea” (1917), i fou un gran èxit.
La seva productora distribuïa a través de Selznick Pictures, que a partir de 1917, amb l’entrada d'Adolph Zukor, es convertí en la Select Pictures. Norma protagonitzà de quatre a sis pel·lícules anuals amb la Select, sovint sota la direcció de Sidney Franklin, amb qui va fer per exemple “The Forbidden City” (1918), “The Heart of Wetona” (1919) o “The Probation Wife” (1919). En tenir la seva pròpia productora va poder seleccionar les històries que més li convenien i contractar actors solvents però que no li fessin ombra com a partenaires. Norma feia quatre pel·lícules a l’any, quedant-se entre una i altra a la seva mansió de Long Island.
El 1919, Schenck i Talmadge van trencar amb la Select per signar amb la First National on també hi treballaven altres actors-productors com Charles Chaplin. Els anys a la First National van ser els més profitosos per a l’actriu, en aquest període realitzà les pel·lícules més ambicioses i interessants, com “The Passion Flower” (1921), “The Eternal Flame” (1922), “Ashes of Vengeance” (1923), “Secrets” (1925) o “Smilin’ Through” (1922), una de les gran comèdies romàntiques del cinema mut. A “Within the Law” (1923) Talmadge interpretava una botiguera acusada de robatori que esdevé xantatgista. A “Granstark” (1925) era la princesa del regne de Ruritània que guanya l’aprovació del seu poble per casar-se amb un oficial nord-americà. El seu paper a la comèdia “Kiki” (1926) superava al remake que posteriorment faria Mary Pickford el 1931.
Ja a principi de la dècada de 1920 Norma era l’epítom de l’elegància i la sofisticació tan el la pantalla com en la vida real. La vida de les germanes Talmadge excitava la imaginació del públic femení. Ella i les seves germanes tenien un estil sofisticat i els vestits que portaven a les pel·lícules esdevenien l’estàndard de la moda del moment. Els lectors de la revista Photoplay la votaren el 1924 com l’actriu més popular. Fou un dels primers actors, juntament amb Mary Pickford i Douglas Fairbanks, en deixar l’emprenta en les rajoles en front del Grauman’s Chinese Theatre el 1927. El 1927 el seu salari era de 7500 dòlars setmanals i rebia unes 3.000 cartes setmanals dels seus fans.
A “Camille” (1927), basada en la novel·la d’Alexandre Dumas, actua juntament amb el seu amant, Gilbert Roland. L’actriu se separà del seu marit però aquest produiria les següents pel·lícules del tàndem, “The Dove” (1928) i “The Woman Disputed” (1929), ja que constituïen un negoci molt important.
L’arribada del sonor fou nefasta per a l’actriu, Norma s’havia pres molt seriosament l’arribada del sonor i el 1929 no va participar en cap pel·lícula per concentrar-se en fer classes de veu. Participaria en dues pel·lícules sonores, “New York Nights” (1929) i “Du Barry, Woman of Passion” (1930) però el seu accent de Brooklyn no encaixaria amb l’estil sofisticat que el públic tenia d’ella i es retiraria. El diner amassat fins aquell moment i que invertí en negocis immobiliaris li permeté que en el moment de la seva mort tingués un patrimoni d’uns tres milions de dòlars. El 1933 va iniciar una carrera teatral amb “Intimate Revue” de la mà del còmic George Jessel. L’abril de 1934 es divorciaria definitivament de Joseph M Schenck casant-se aquell mateix any amb George Jessel. El matrimoni no duraria gaire i el 1939 es van divorciar. El 1946 va casar-se per tercera vegada, ara amb Carvel James, unmetge de Las Vegas. Va morir el 24 de desembre de 1957.

## Filmografia parcial
- The Household Pest (1910)
- A Broken Spell (1910)
- Love of Chrysanthemum (1910)
- Uncle Tom's Cabin (1910)
- A Dixie Mother (1910)
- In Neighboring Kingdoms (1910)
- Paola and Francesca (1911)
- A Tale of Two Cities (1911)
- The Wild Cat Well (1911)
- The Stumbling Block (1911)
- The Sky Pilot (1911)
- The General's Daughter (1911)
- The Thumb Print (1911)
- The Child Crusoes (1911)
- Forgotten; o An Answered Prayer (1911)
- Her Hero (1911)
- His Last Cent (1911)
- A Romance of Wall Street (1912)
- Captain Barnacle's Messmates (1912)
- The First Violin (1912)
- Mrs. Carter's Necklace (1912)
- Mrs. 'Enry 'Awkins (1912)
- Counsel for the Defense (1912)
- Fortunes of a Composer (1912)
- The Extension Table (1912)
- The Troublesome Step-Daughters (1912)
- Wanted... a Grandmother (1912)
- The Lovesick Maidens of Cuddleton (1912)
- Mr. Butler Buttles (1912)
- The Higher Mercy (1912)
- A Fortune in a Teacup (1912)
- Captain Barnacle's Waif (1912)
- Bobby's Father (1912)
- Father's Hot Toddy (1912)
- Faithful Unto Death (1912)
- His Official Appointment (1912)
- Captain Barnacle, Reformer (1912)
- The Model for St. John (1912)
- O'Hara, Squatter and Philosopher (1912)
- Casey at the Bat (1913)
- O'Hara Helps Cupid (1913)
- Stenographer Troubles (1913)
- Just Show People (1913)
- O'Hara's Godchild (1913)
- Belinda the Slavey; o Plot and Counterplot (1913)
- Getting Up a Practice (1913)
- Let 'Em Quarrel (1913)
- Wanted, a Strong Hand (1913)
- Sleuthing (1913)
- O'Hara and the Youthful Prodigal (1913)
- Omens and Oracles (1913)
- Vampire of the Desert (1913)
- A Lady and Her Maid (1913)
- The Midget's Revenge (1913)
- The Silver Cigarette Case (1913)
- Officer John Donovan (1914)
- A Helpful Sisterhood (1914)
- Under False Colors (1914)
- Captivating Mary Carstairs (1915)
- The Battle Cry of Peace (1915)
- The Crown Prince's Double (1915)
- The Missing Links (1916)
- Martha's Vindication (1916)
- The Children in the House (1916)
- Going Straight (1916)
- The Devil's Needle (1916)
- The Social Secretary (1916)
- Fifty-Fifty (1916)
- Panthea (1917)
- The Law of Compensation (1917)
- Poppy (1917)
- The Moth (1917)
- The Secret of the Storm Country (1917)
- The Ghosts of Yesterday (1918)
- By Right of Purchase (1918)
- De Luxe Annie (1918)
- The Safety Curtain (1918)
- Her Only Way (1918)
- The Forbidden City (1918)
- The Heart of Wetona (1919)
- The New Moon (1919)
- The Probation Wife (1919)
- Dust of Desire (1919)
- The Way of a Woman (1919)
- The Isle of Conquest (1919)
- She Loves and Lies (1920)
- A Daughter of Two Worlds (1920)
- The Woman Gives (1920)
- Yes or No (1920)
- The Branded Woman (1920)
- The Passion Flower (1921)
- The Sign on the Door (1921)
- The Wonderful Thing (1921)
- Love's Redemption (1921)
- Smilin' Through (1922)
- The Eternal Flame (1922)
- The Voice from the Minaret (1923)
- Within the Law (1923)
- Ashes of Vengeance (1923)
- The Song of Love (1923)
- Secrets (1924)
- The Only Woman (1924)
- The Lady (1925)
- Graustark (1925)
- Kiki (1926)
- Camille (1927)
- The Dove (1928)
- The Woman Disputed (1928)
- New York Nights (1929)
- Du Barry, Woman of Passion (1930)